# Somewhere Far Beyond
Somewhere Far Beyond är Blind Guardians fjärde album. Det släpptes 1992.

## Låtlista
1. "Time What Is Time" - 5:42
2. "Journey Through the Dark" - 4:45
3. "Black Chamber" - 0:56
4. "Theatre of Pain" - 4:15
5. "The Quest for Tanelorn" - 5:53
6. "Ashes to Ashes" - 5:58
7. "The Bard's Song: In the Forest" - 3:09
8. "The Bard's Song: The Hobbit" - 3:52
9. "The Piper's Calling" - 0:58
10. "Somewhere Far Beyond" - 7:28
Bonusspår på 2000 års cd-utgåva
11. "Spread Your Wings" - 4:13 (Queen-cover)
12. "Trial By Fire" - 3:42 (Satan-cover)
13. "Theatre of Pain" - 4:13 (orkestrerad version)